# 騎馬像
騎馬像（きばぞう、英:equestrian statue）は、馬に騎乗した人物を表した肖像のこと。多くは青銅製であるが、木・石・陶器などを素材とした作品もある。
なお、西洋における「騎馬像」はモニュメンタルな彫像を指すのが通例であるが、日本語の「騎馬像」には小品の彫刻や絵画作品なども含まれる。それらについては下の「絵画における騎馬像など」の項で説明する。

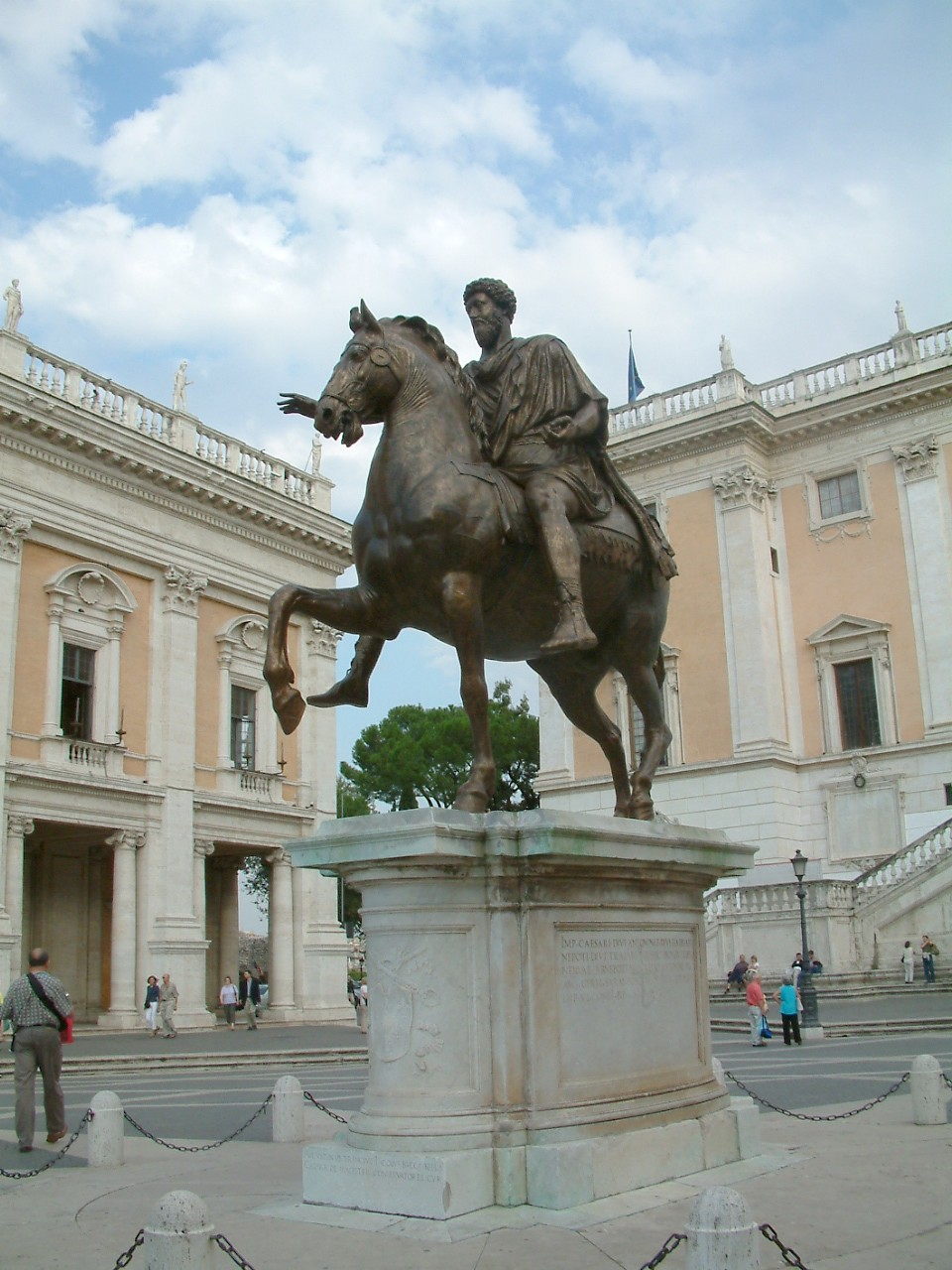
ローマ時代のマルクス・アウレリウスの騎馬像（ローマ・カンピドリオ広場にある）はルネサンス期の騎馬像に多大の影響を与えた。

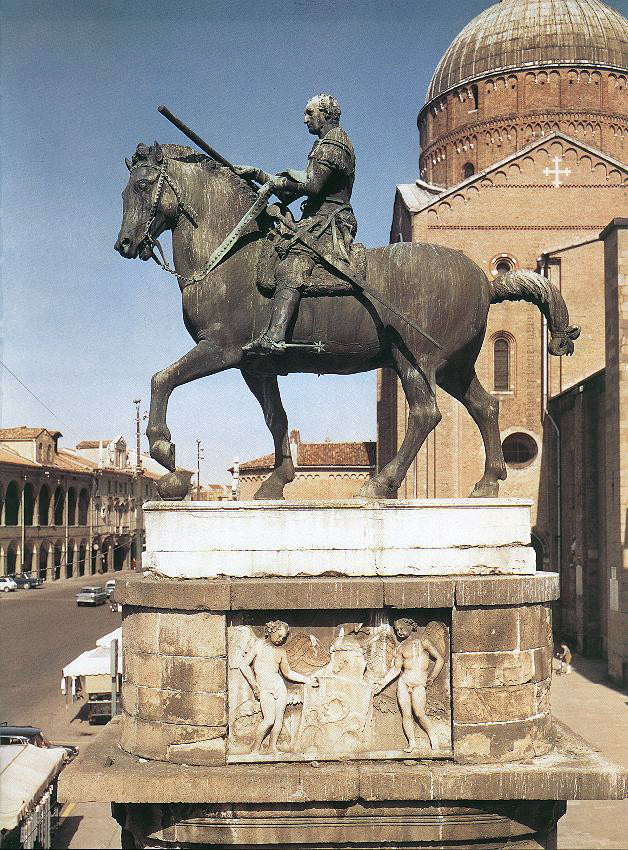
ルネサンス期のドナテッロ作『ガッタメラータ将軍騎馬像』。

## 概要
人類は木・石・銅・青銅・陶器などを使ってさまざまな像を作ってきた。そのうち、馬に乗った像のことを「騎馬像」といっている。多くは青銅でできている。
騎馬像の古いものとしては、古代ローマ時代に作られた、現在ローマのカンピドリオ広場にあるマルクス・アウレリウスのものがある。中世には騎馬像はあまり作られなかったが、ローマ時代から千年を経たルネサンス期にイタリアで初めて作られた騎馬像、ガッタメラータ将軍騎馬像（1450年、ドナテッロ作）などに多大な影響を与えたといわれている。
騎馬像は近代国家が始まった西欧で、王・政治家・軍人のもの多く作られた。特に絶対君主制のもとで多く作られて、フランスのパリにルイ14世のもの、ロシアのサンクトペテルブルクにピョートル大帝のもの（別名青銅の騎士）などが、おそらく世界でもっとも有名な騎馬像であろう。
日本では明治時代も後半、19世紀の末になって政治家や軍人、武将の騎馬像が作られるようになり、高村光雲、新海竹太郎、北村西望などの著名な彫刻家も製作している。
20世紀前半、新京（現在の長春）に設置した児玉源太郎の騎馬像（北村西望作、1938年）など、併合後の朝鮮、租借地・大連、満州帝国などに設置された騎馬像は終戦時にすべて取り壊され、また東京・三宅坂に設置した寺内正毅元帥の騎馬像（北村西望作、1923年）などは、1943年の銅像供出で鋳つぶされた。
20世紀後半は、騎馬の美を強調して、平和的な、また国際的な芸術作品が多く作られている。
中国では、唐三彩に騎馬像がしばしばモチーフとして用いられ、その後は芸術的な彫像として騎馬像および騎馬像群が作られた例が多いが、一般的に屋外に展示されていま我々が一般に「騎馬像」と呼ぶものは少なく、ただし20世紀後半になりいくつか作られている。
なお、ほとんどが男性の像であるが、女性の像は日本の巴御前、中国の王昭君、フランスのジャンヌ・ダルク、イギリスのエリザベス2世などのものがある。馬上の人物の死に方（戦死、病死など）によって馬の足の上げ方が異なるという説があるが、都市伝説の類に過ぎない。

## 世界の主な騎馬像
地域別、国別、都市別の五十音順。

### アジア

#### 日本

##### 北海道・東北地方

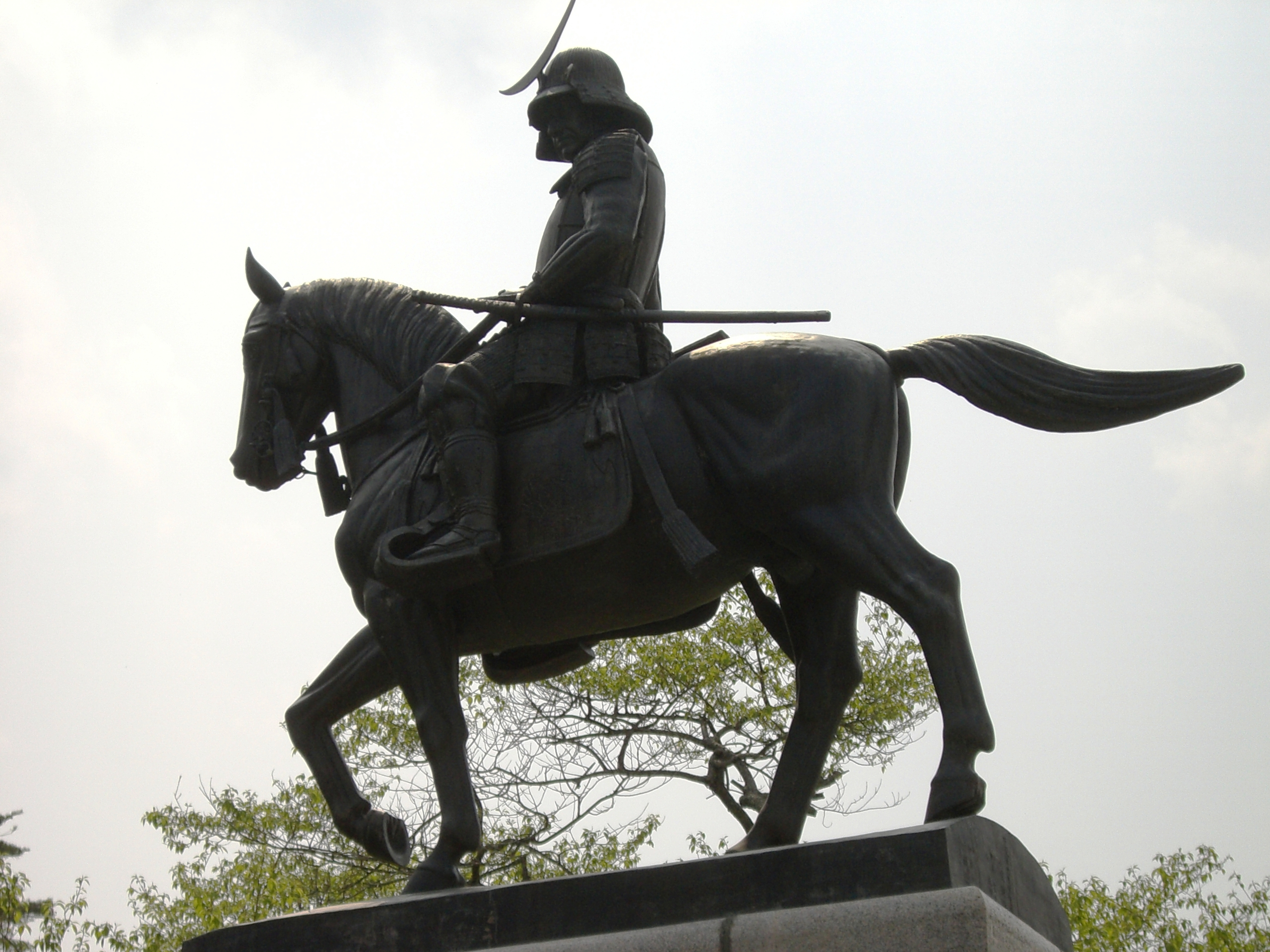
伊達政宗（仙台市）
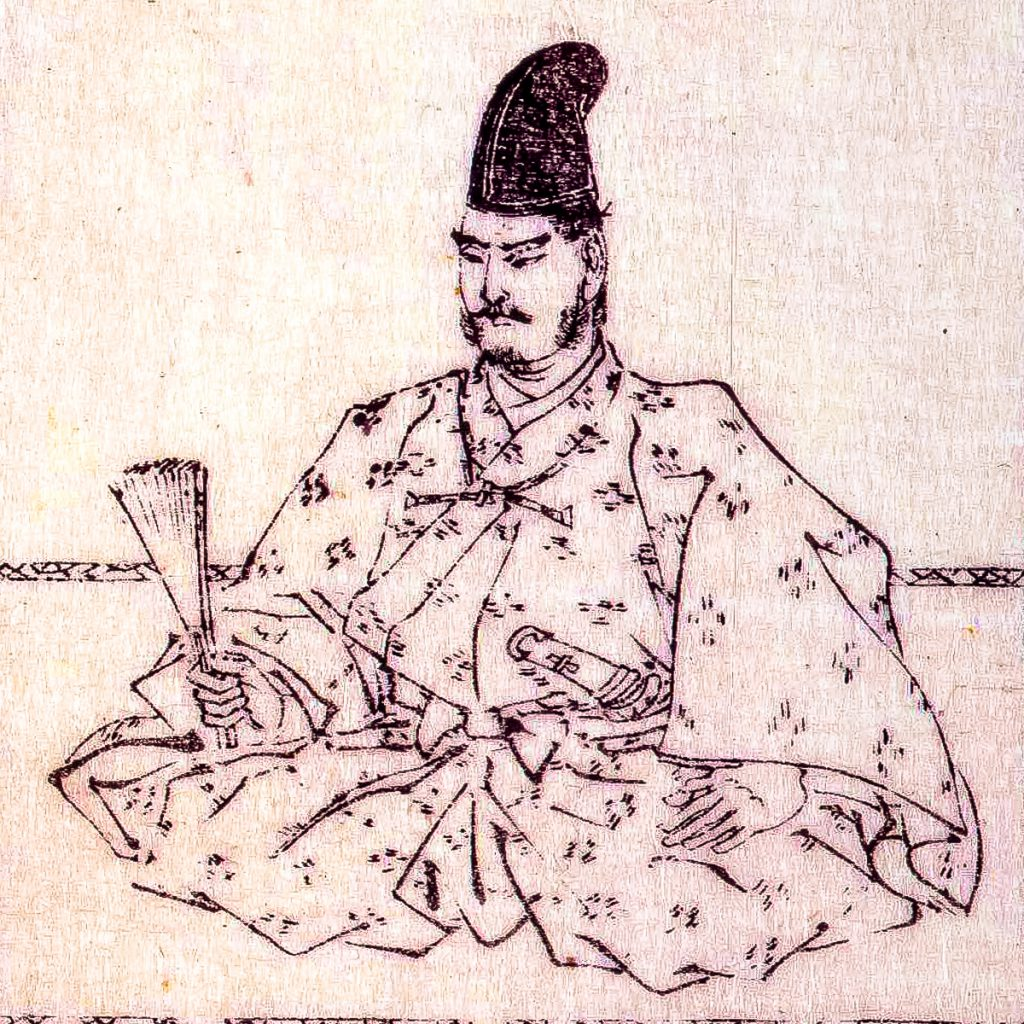
最上義光（山形市）

- 北海道江別市
  - 榎本武揚（佐藤忠良作）
- 青森県八戸市
  - 南部師行
- 宮城県大崎市
  - 伊達政宗（有備館駅）
- 宮城県仙台市
  - 伊達政宗（仙台城、1933年）
- 山形県山形市
  - 最上義光（霞城公園）

- 伊達政宗（仙台市）
- 最上義光（山形市）

##### 関東地方
- 茨城県坂東市
  - 平将門
- 栃木県大田原市
  - 那須与一
- 埼玉県熊谷市
  - 熊谷直実
- 千葉県
  - 千葉常胤（田畑功作、2001年、千葉市中央区亥鼻城）
- 東京都
  - 楠木正成（高村光雲作、1897年、千代田区皇居外苑）
  - 有栖川宮熾仁親王（大熊氏廣作、1903年、港区有栖川宮記念公園）
  - 北白川宮能久親王（新海竹太郎作、1904年、千代田区北の丸公園）
  - 小松宮彰仁親王（大熊氏廣作、1912年、台東区上野恩賜公園）
  - 大山巌 （新海竹太郎作、1918年、千代田区九段坂）
  - 山県有朋（北村西望作、1930年、井の頭自然文化園彫刻園）
  - 世界連邦平和像（北村西望作、武蔵野市三鷹駅前）
  - 畠山重忠 （北村西望作、1981年、青梅市御岳山「御嶽神社」宝物殿前）
  - 新田義貞（1988年、府中市分倍河原駅前）

平将門（茨城県）
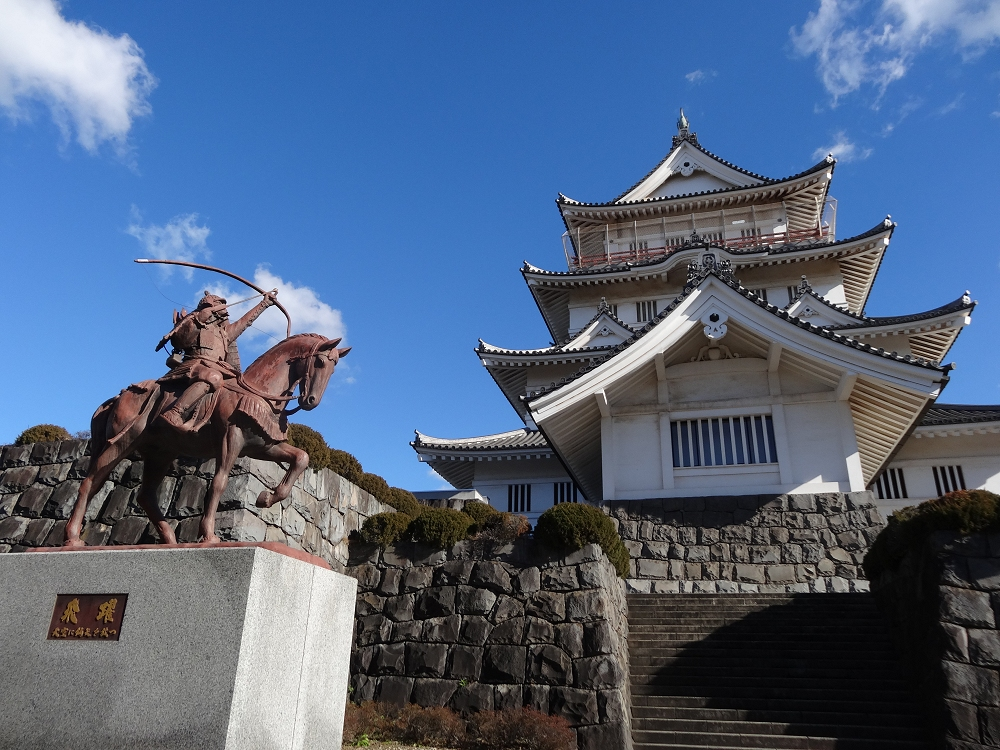
千葉常胤（千葉県）
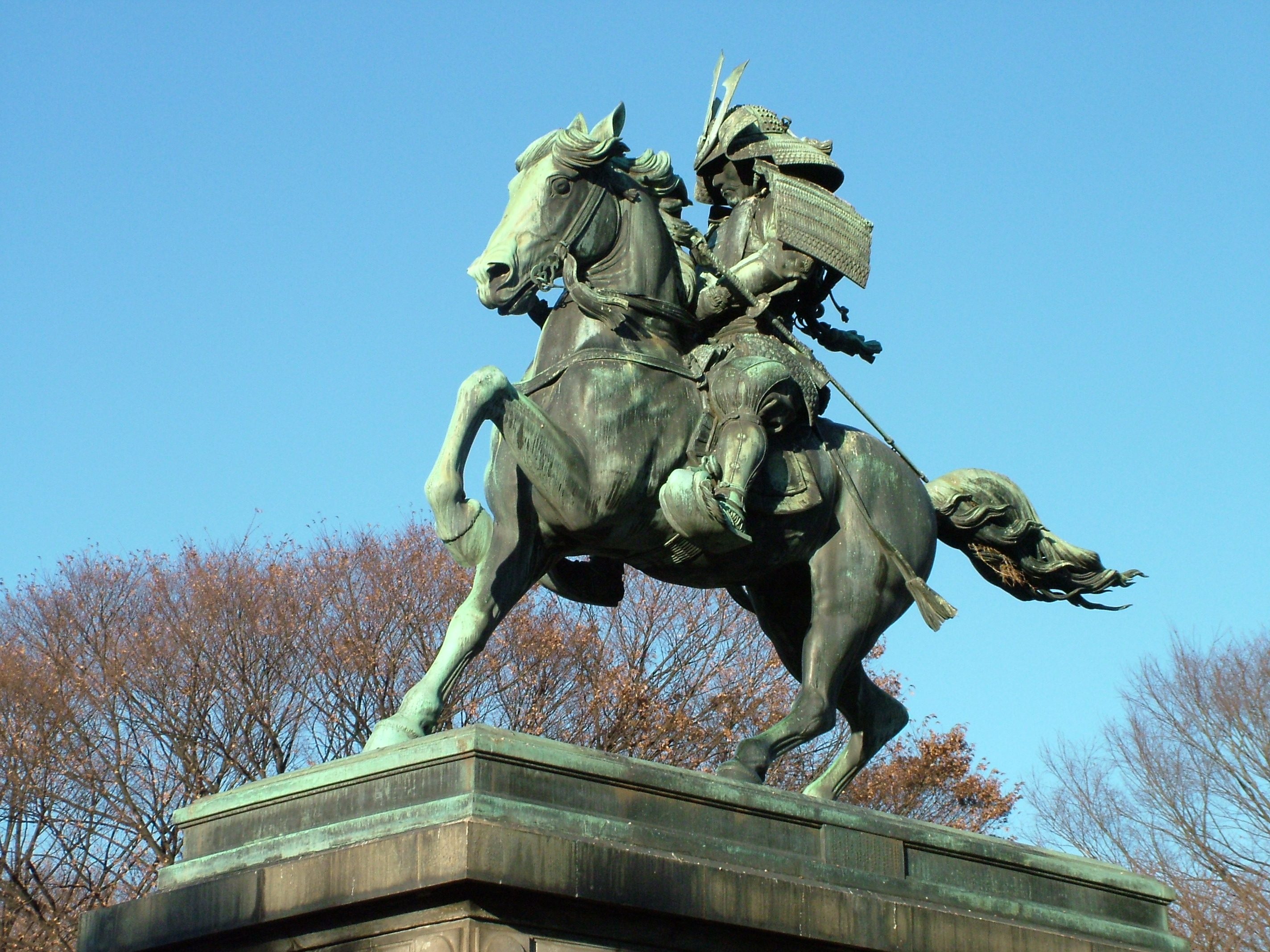
楠木正成 （東京都）
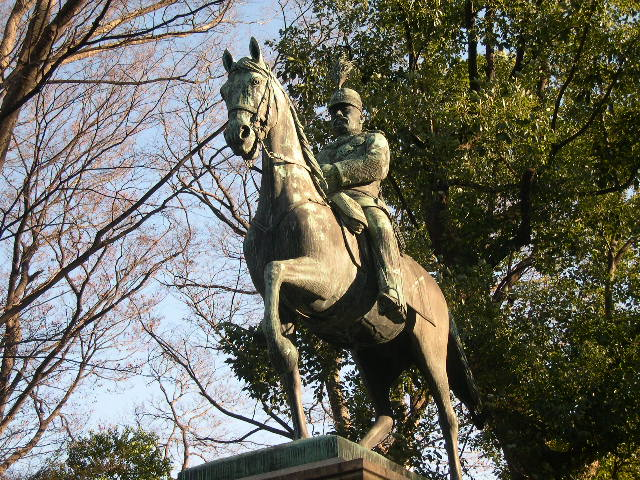
有栖川宮熾仁親王（東京都）
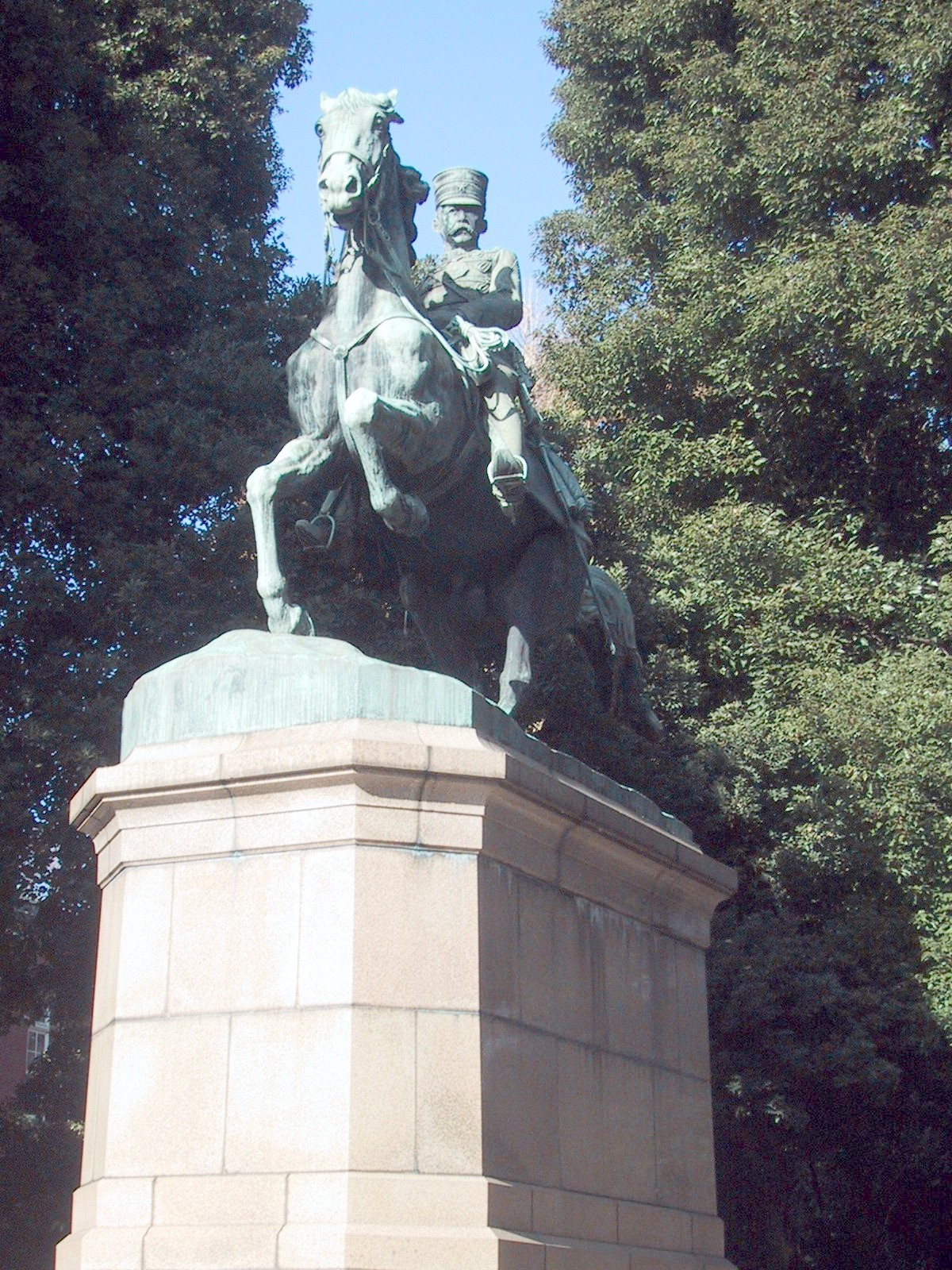
北白川宮能久親王（東京都）
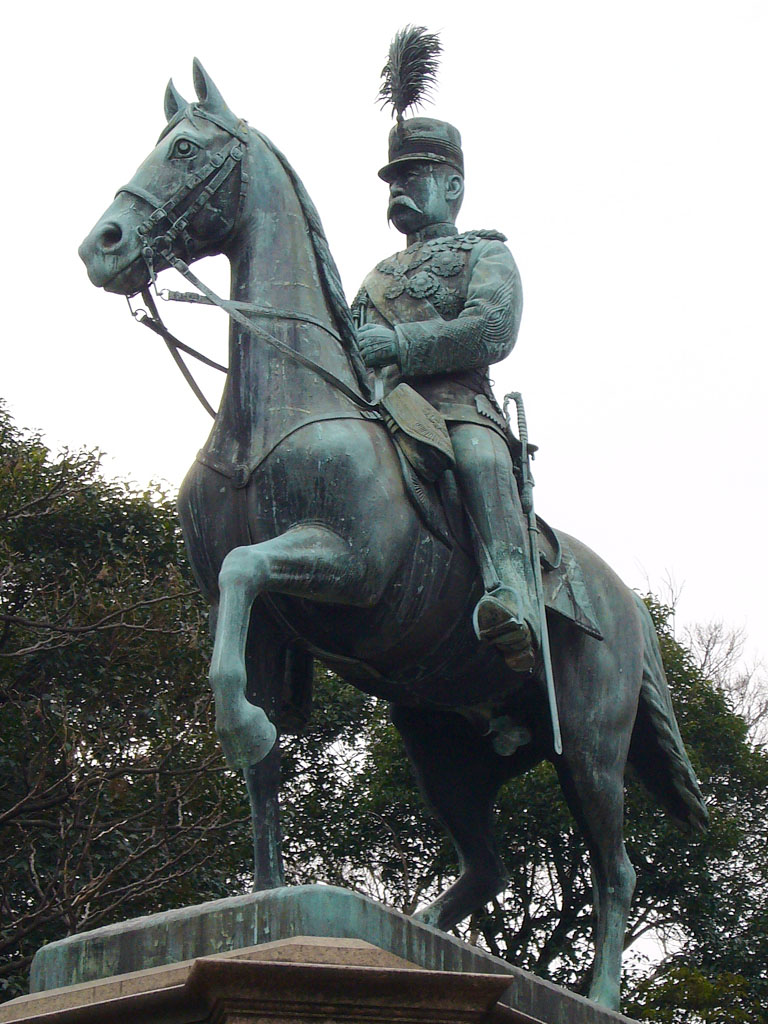
小松宮彰仁親王（東京都）
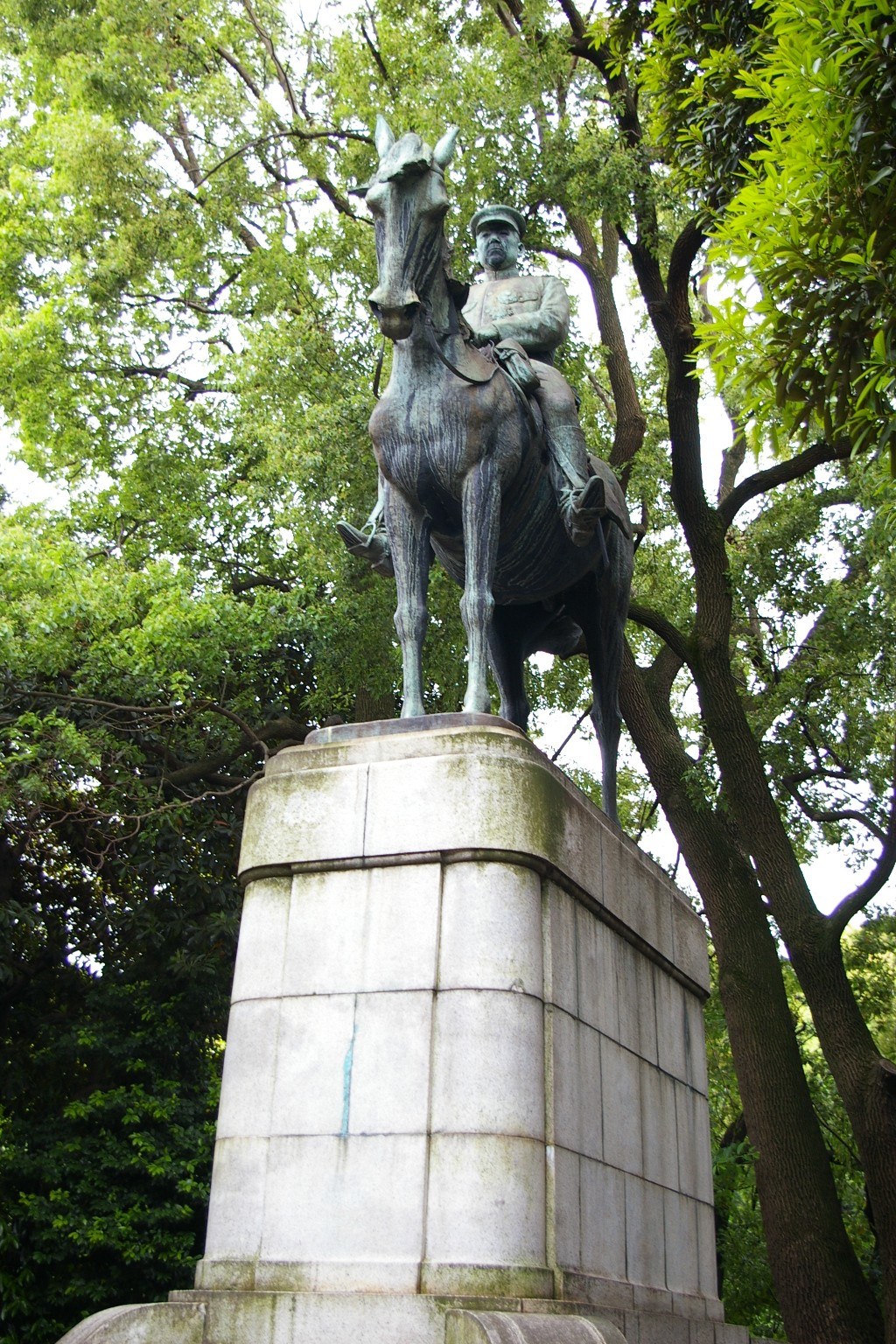
大山巌（東京都）

##### 中部地方
- 新潟県上越市
  - 上杉謙信
- 石川県金沢市
  - 前田利家（大山神社）
- 福井県福井市
  - 結城秀康（福井城跡）
- 長野県長野市
  - 上杉謙信と武田信玄（川中島）
- 長野県上田市
  - 真田幸村
- 長野県諏訪郡下諏訪町
  - 金刺盛澄（霞ヶ城跡）
- 長野県木曽郡木曽町
  - 幼少の巴御前（日照山・徳音寺）
- 静岡県浜松市
  - 徳川家康(浜松城天守閣内）
- 岐阜県岐阜市
  - 織田信長
- 岐阜県大垣市
  - 戸田氏鉄（とだ・うじかね、大垣城）
- 岐阜県郡上市
  - 梶原景季
- 愛知県名古屋市
  - 前田利家（荒子駅前）
  - フランチェスコ・スフォルツァ将軍 （1989年、スフォルツァ騎馬像）

武田信玄（左）と上杉謙信（右、馬上）（長野市）
織田信長（岐阜市）
前田利家（名古屋市）

##### 関西地方
- 滋賀県彦根市
  - 井伊直政
- 大阪府河内長野市
  - 楠木正成
- 和歌山県和歌山市
  - 徳川吉宗
- 和歌山県東牟婁郡串本町
  - ケマル・アタテュルク（新潟県柏崎市より移設）
- 兵庫県神戸市
  - 聖徳太子、楠木正成 1935 （湊川公園）
  - ドン・キホーテ（須磨離宮公園）

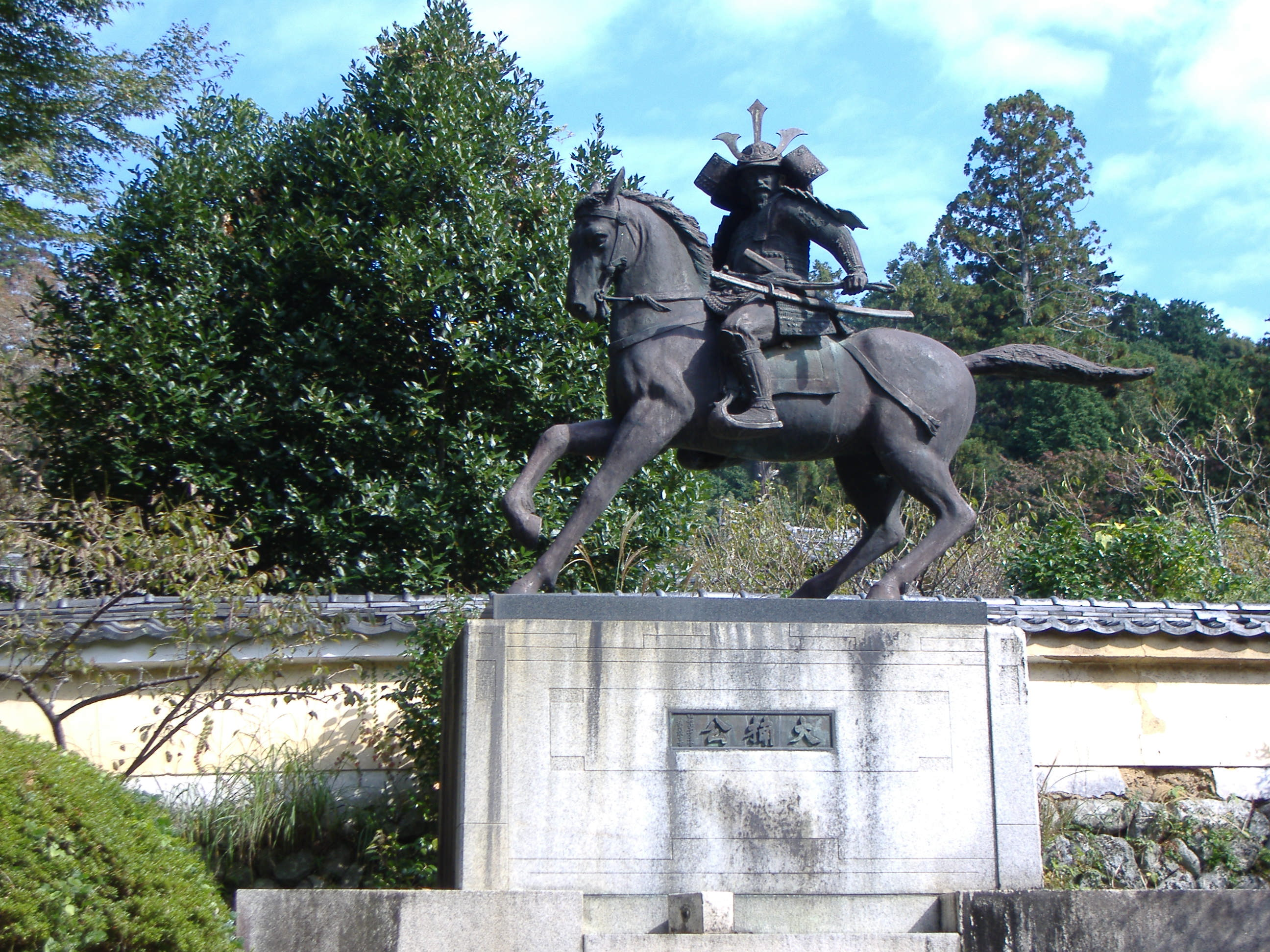
楠木正成（河内長野市）
徳川吉宗（和歌山市）

##### 中国地方
- 山口県萩市
  - 山県有朋（萩市民球場）
- 山口県山口市
  - 毛利敬親（亀山公園）
- 山口県下関市
  - 高杉晋作（功山寺）

山県有朋（萩市）
毛利敬親（山口市）
高杉晋作（下関市）

##### 四国地方
- 徳島県小松島市
  - 源義経
- 愛媛県今治市
  - 藤堂高虎（2004）（津城址）
- 高知県高知市
  - 山内一豊（高知城）

藤堂高虎（高知市）
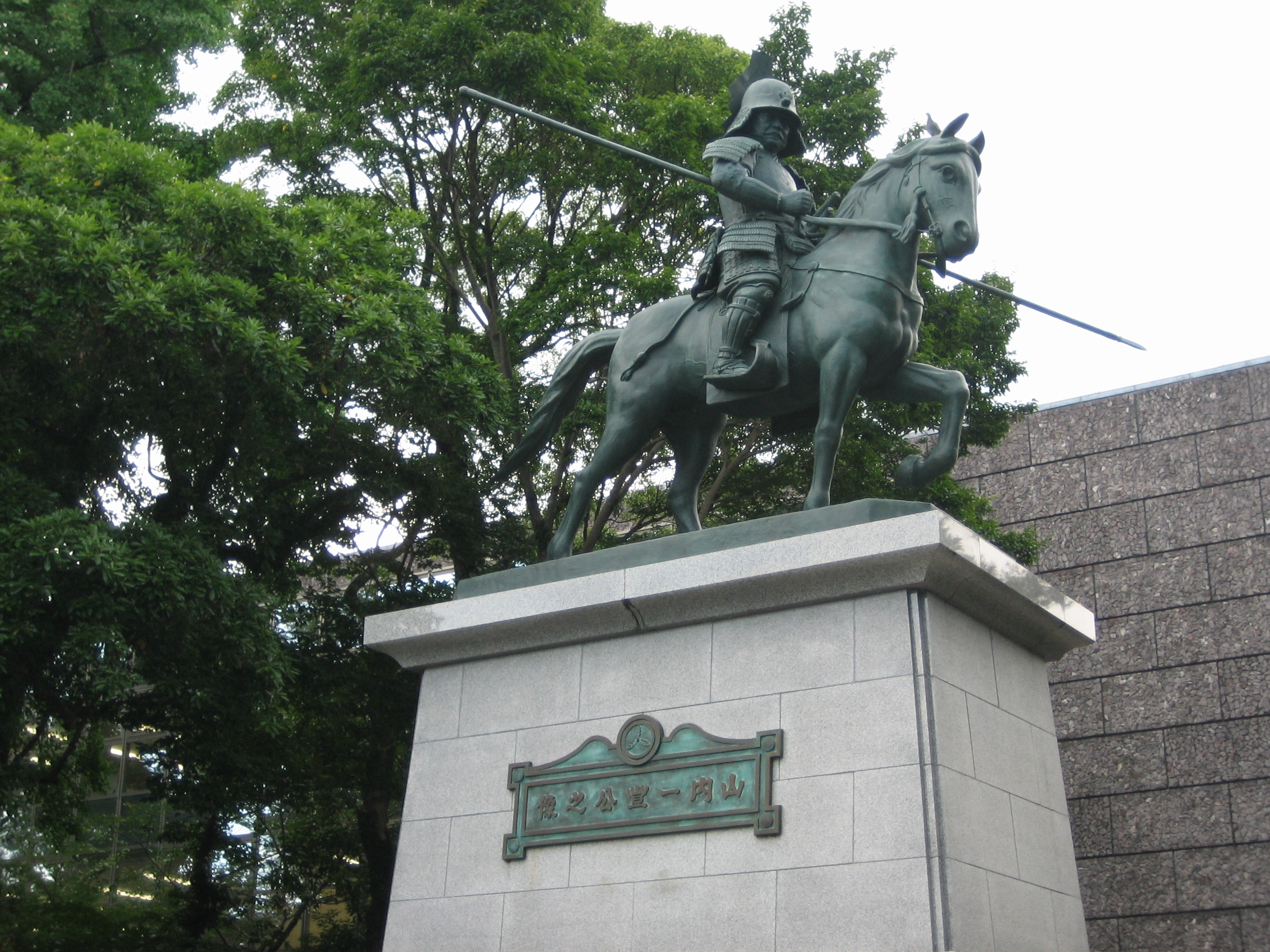
山内一豊（高知市）

##### 九州・沖縄地方
- 熊本県菊池市
  - 菊池武光
- 鹿児島県鹿児島市
  - 島津義弘

##### 付：永久にまたは一時的に破壊された騎馬像
- 児玉源太郎の騎馬像（北村西望作、1938年、満州帝国・新京）は、終戦時に取り壊された。
- 寺内正毅元帥（北村西望作、1923年、東京・三宅坂）は、1943年の銅像供出で鋳つぶされた。
- 聖徳太子（兵庫県神戸市・湊川公園）は、阪神・淡路大震災で聖徳太子部分が失われた。

#### タイ
- ラーマ5世（アナンタサマーコム宮殿）

#### 中国
- 黒龍江省阿城市
  - 金太祖と金秦王（上京会寧府博物館 - ウェイバックマシン（2007年8月30日アーカイブ分））
  - 遼寧省大連市
    - 関向応（金州区向応広場） - 抗日戦争の英雄

  - 内モンゴル自治区オルドス市
    - チンギス・カン（チンギス・カン廟）

  - 内モンゴル自治区フフホト市
    - チンギス・カン
    - 王昭君と呼韓邪単于の石像（昭君墓）

#### 台湾
- 台北市
- 岳飛（林森公園）

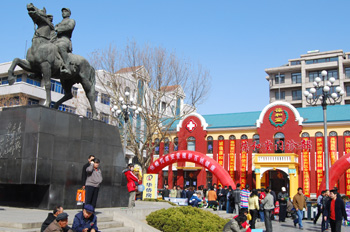
関向応の銅像（大連市金州区）
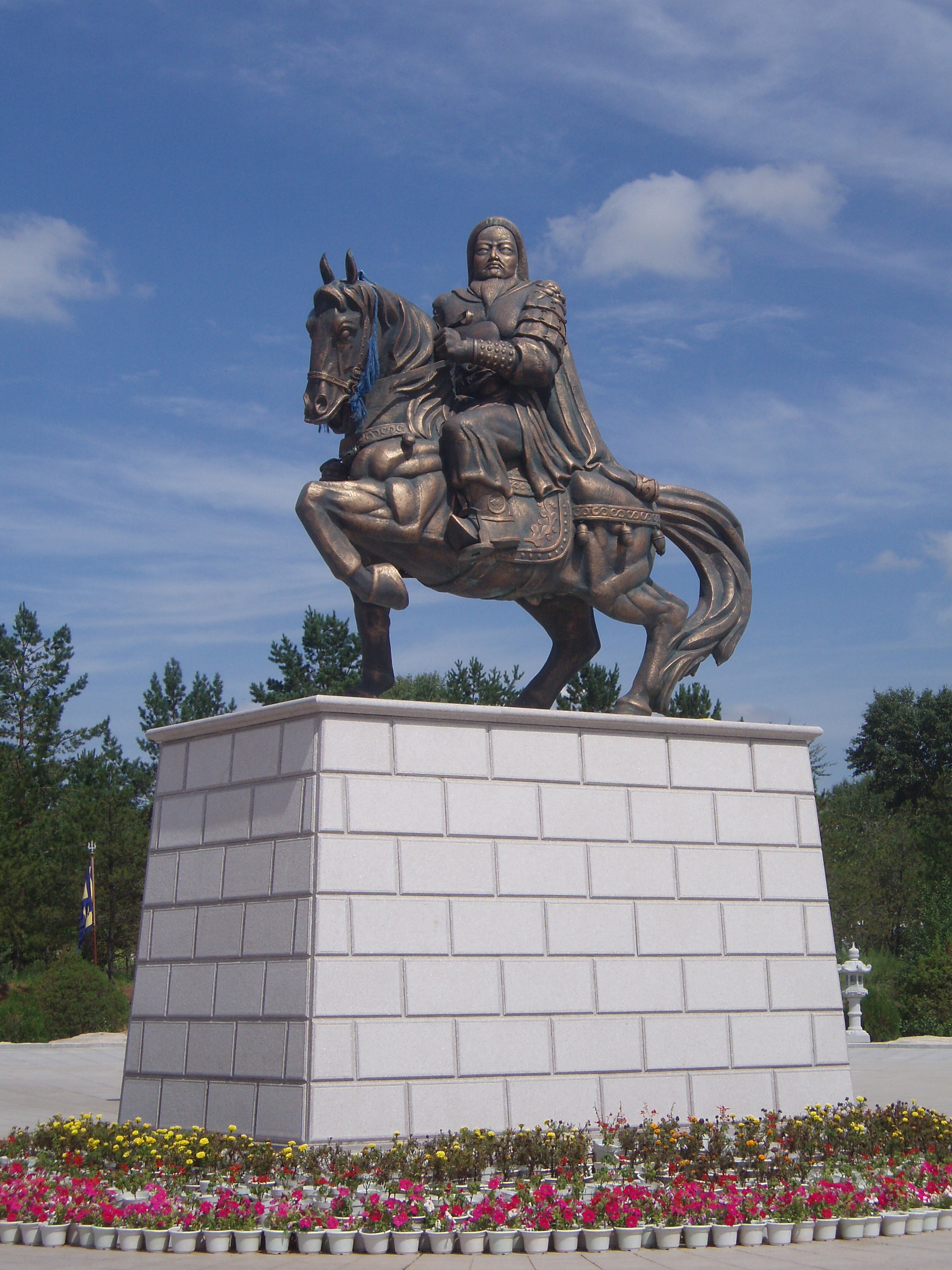
チンギス・カンの銅像（オルドス）
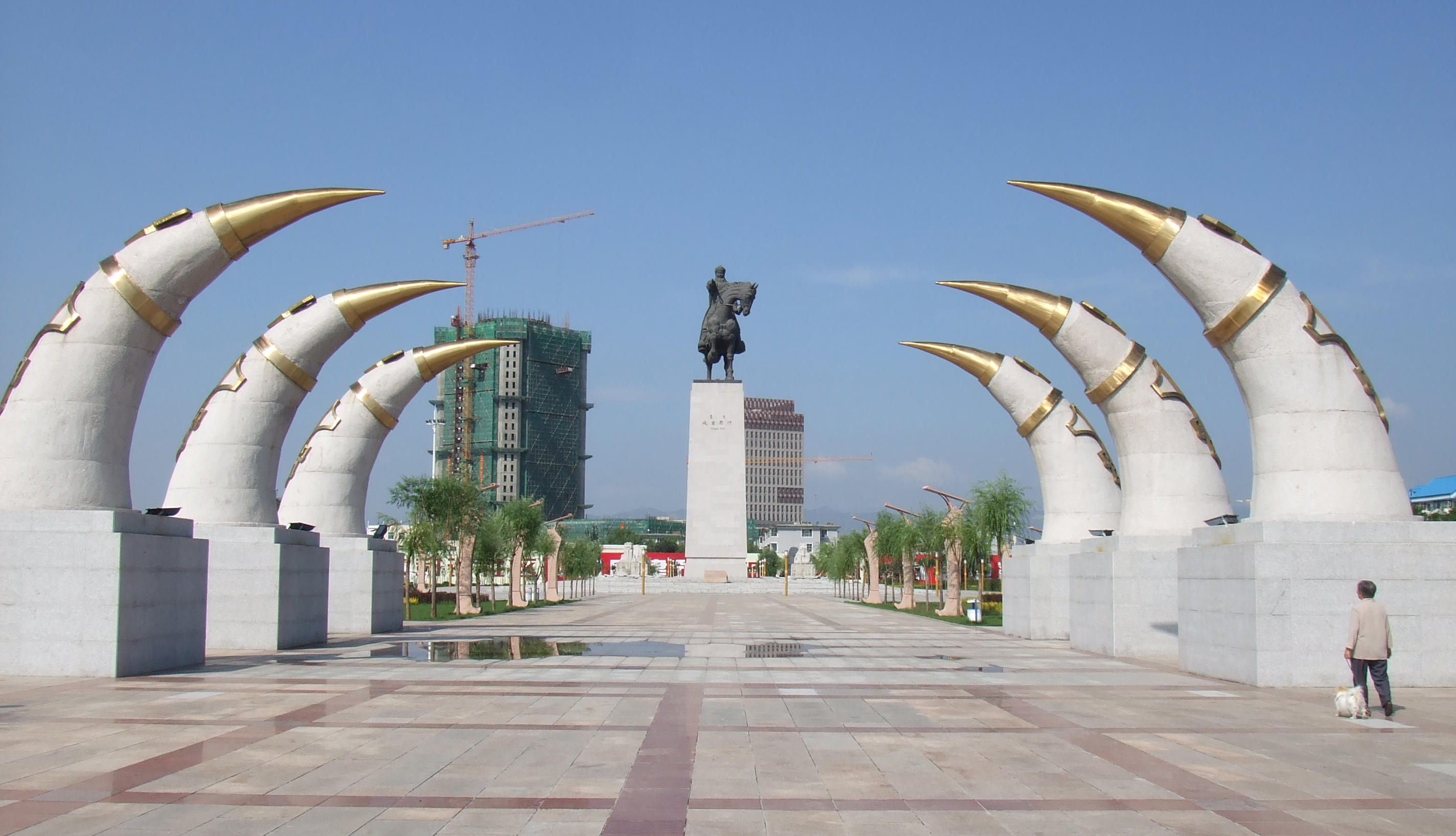
チンギス・カンの銅像（フフホト）

#### 朝鮮・北（朝鮮民主主義人民共和国）
- 平壌
- 千里馬

#### 朝鮮・南（韓国）
- 慶州
- キム・ユシン将軍（隍城公園）

#### モンゴル
- ウランバートル
  - ダムディン・スフバートル（スフバートル広場）
  - チンギス・カン
- エレデネ村
  - チンギス・カン（北緯47度48分29.3秒 東経107度31分47.3秒 / 北緯47.808139度 東経107.529806度）

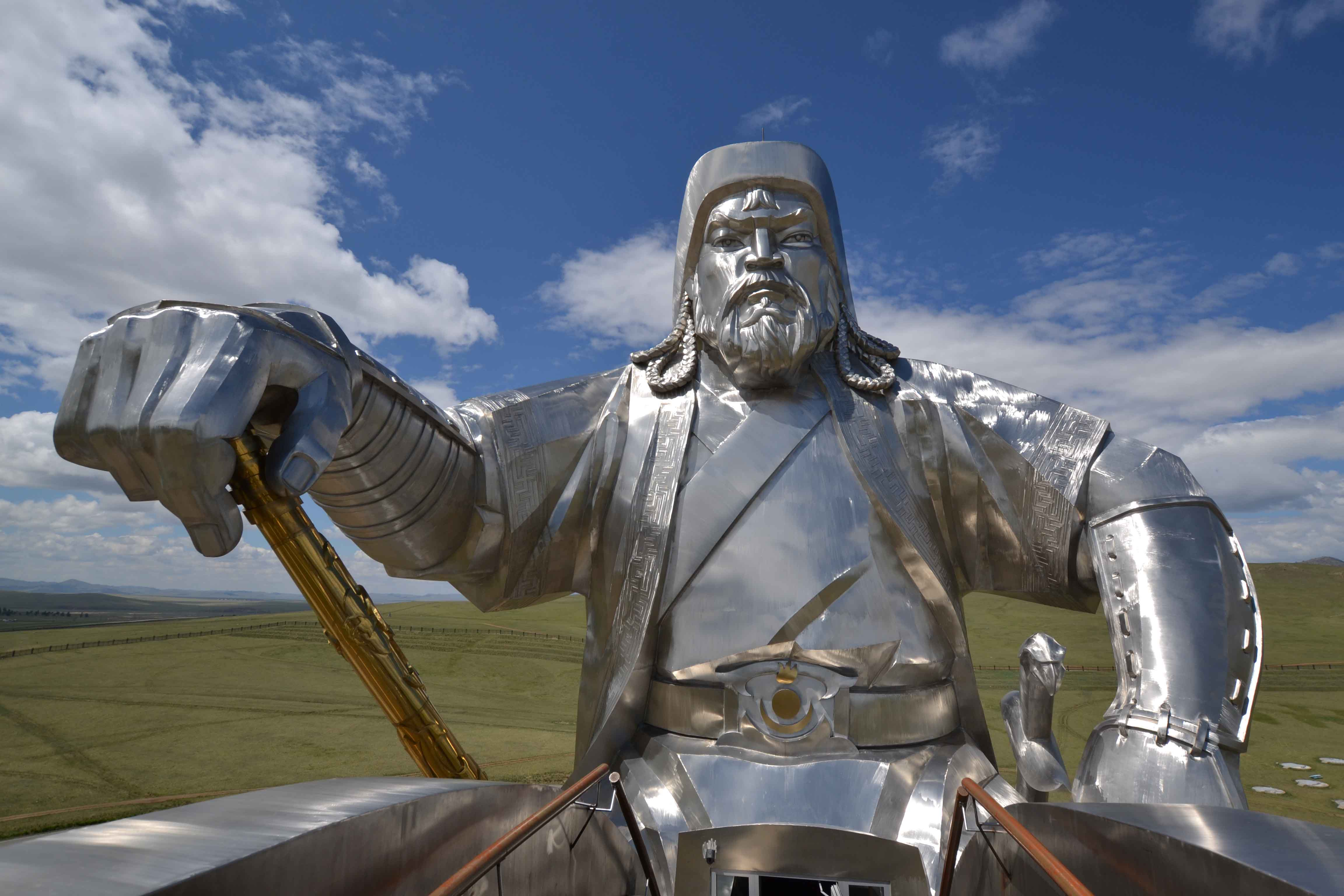
チンギス・カンの銅像（エレデネ村）

#### インド
- ウダイプル

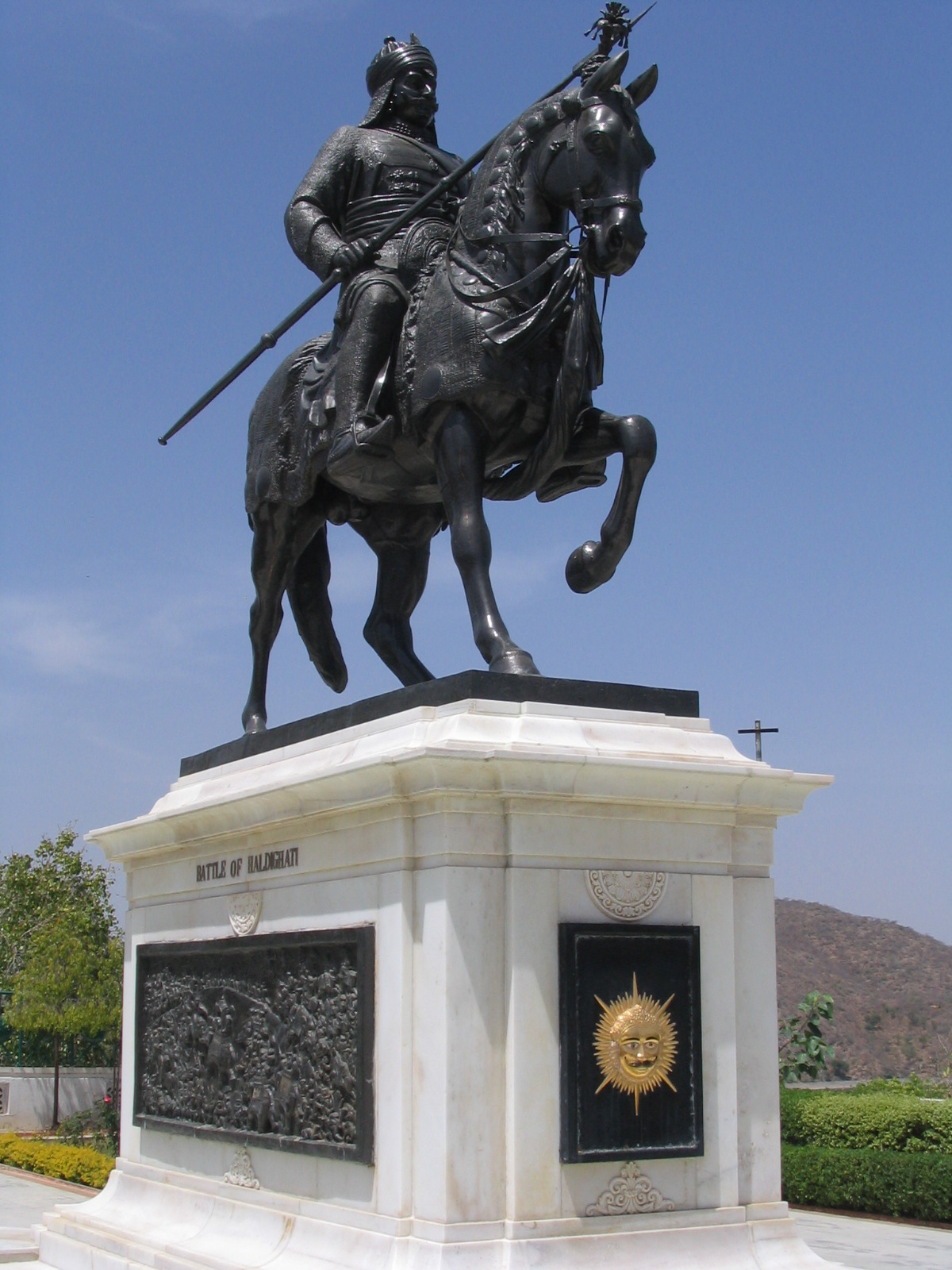
プラタープ・シング

- プラタープ・シング

### アフリカ
- エジプト
  - カイロ
    - ムハンマド・アリー

### 中南米
- メキシコ
  - メキシコシティ
    - スペイン王カルロス4世
    - ホセ・デ・サン・マルティン

### 北米
- 米国
  - ニューヨーク市
    - セオドア・ルーズベルト（マンハッタン・セントラル・パークのアメリカ自然史博物館前）
    - エイブラハム・リンカーン（ブルックリン）

  - ワシントンD.C.
    - ジョージ・ワシントン
    - ユリシーズ・グラント（ナショナル・モール）

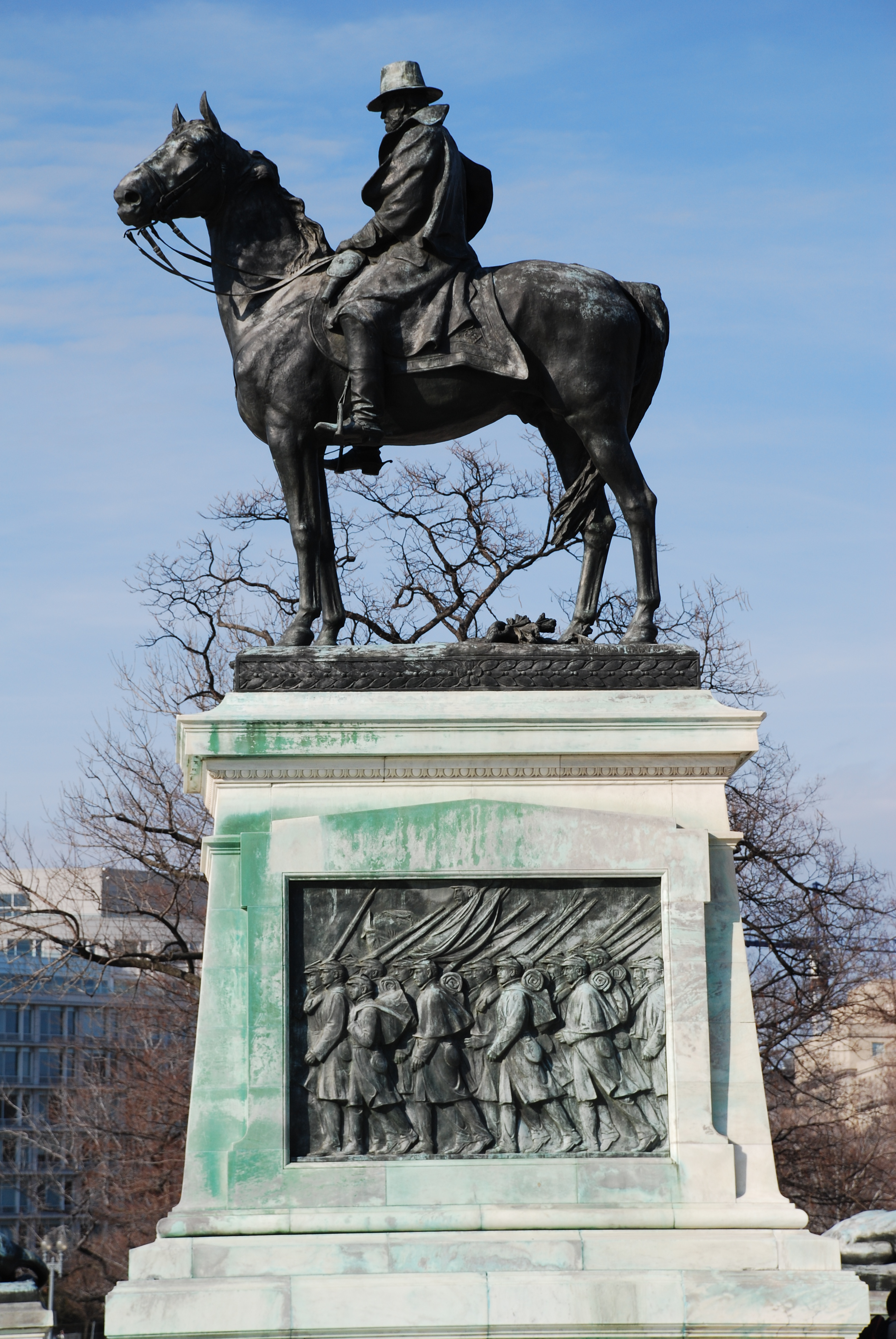
ユリシーズ・グラント（ワシントンD.C.）

### オセアニア
- オーストラリア
  - シドニー
    - エドワード7世

### ヨーロッパ
- イギリス
  - ロンドン
    - ジョージ4世（トラファルガー広場）
    - チャールズ1世（トラファルガー広場）
    - ウェリントン公（アプスリー・ハウス前）
- イタリア
  - ローマ
    - マルクス・アウレリウス（カンピドリオ広場）
ローマ時代から現存する唯一の皇帝騎馬像で、ルネサンス時期の騎馬像作成に多大の影響を与えた

  - パドヴァ
    - ガッタメラータ将軍（ドナテッロ作、1450年、聖アントニオ・バジリカ広場）
ローマ時代から千年を経たルネサンス期にイタリアで初めて作られた騎馬像

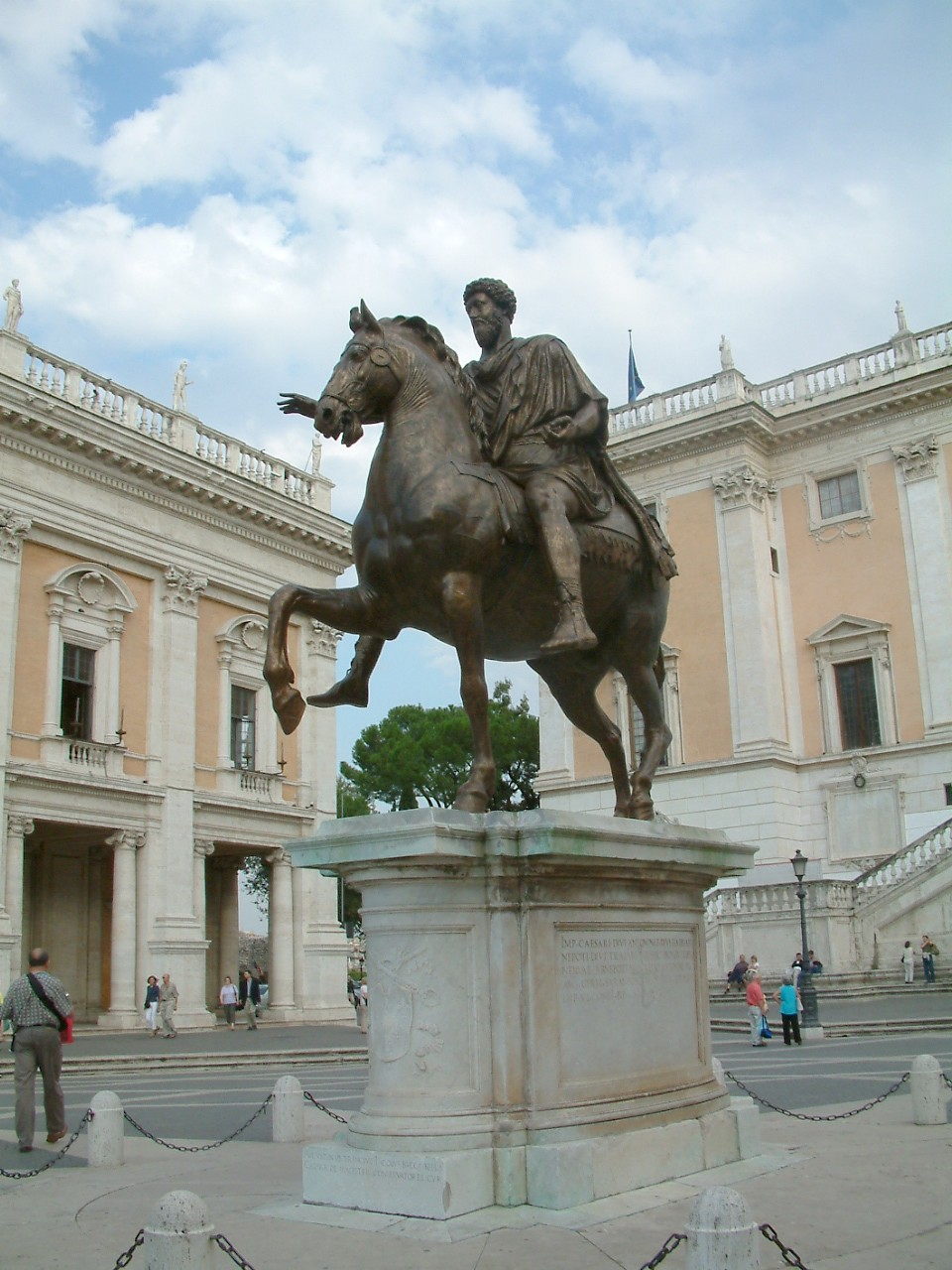
マルクス・アウレリウス（ローマ）
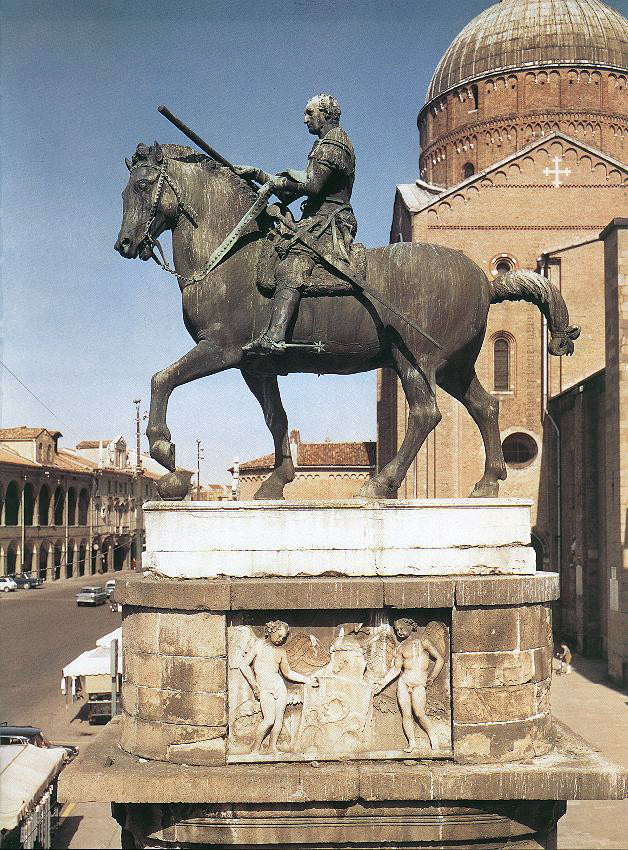
ガッタメラータ将軍（パドヴァ）

- ウクライナ
  - キエフ
    - フメリニツキー（聖ソフィア大聖堂前広場）
- ドイツ
  - ドレスデン
    - アウグスト2世
- フランス
  - パリ
    - シャルルマーニュ（ノートルダム大聖堂）
    - ジャンヌ・ダルク（リヴォリ街）
    - ルイ14世（ルーブル美術館中庭のルーヴル・ピラミッドの前）

  - リヨン
    - ルイ14世（ベルクール広場）
- ロシア
  - サンクトペテルブルク
    - ニコライ1世（聖イサク広場）
    - ピョートル大帝、別名：青銅の騎士像（デカブリスト広場）

  - モスクワ
    - ユーリー・ドルゴルーキー （トヴェルスカヤ広場）
    - 聖ゲオルギー （マネージュナヤ広場）
    - バグラチオン将軍（クトゥーゾフ通り）
    - クトゥーゾフ将軍（クトゥーゾフ通り）
    - ジューコフ元帥 (マネージュ広場 (モスクワ))

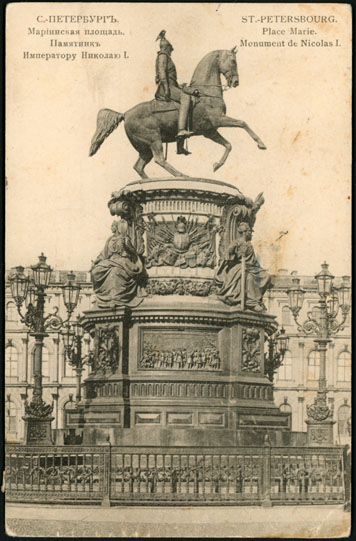
ニコライ1世（サンクトペテルブルク）
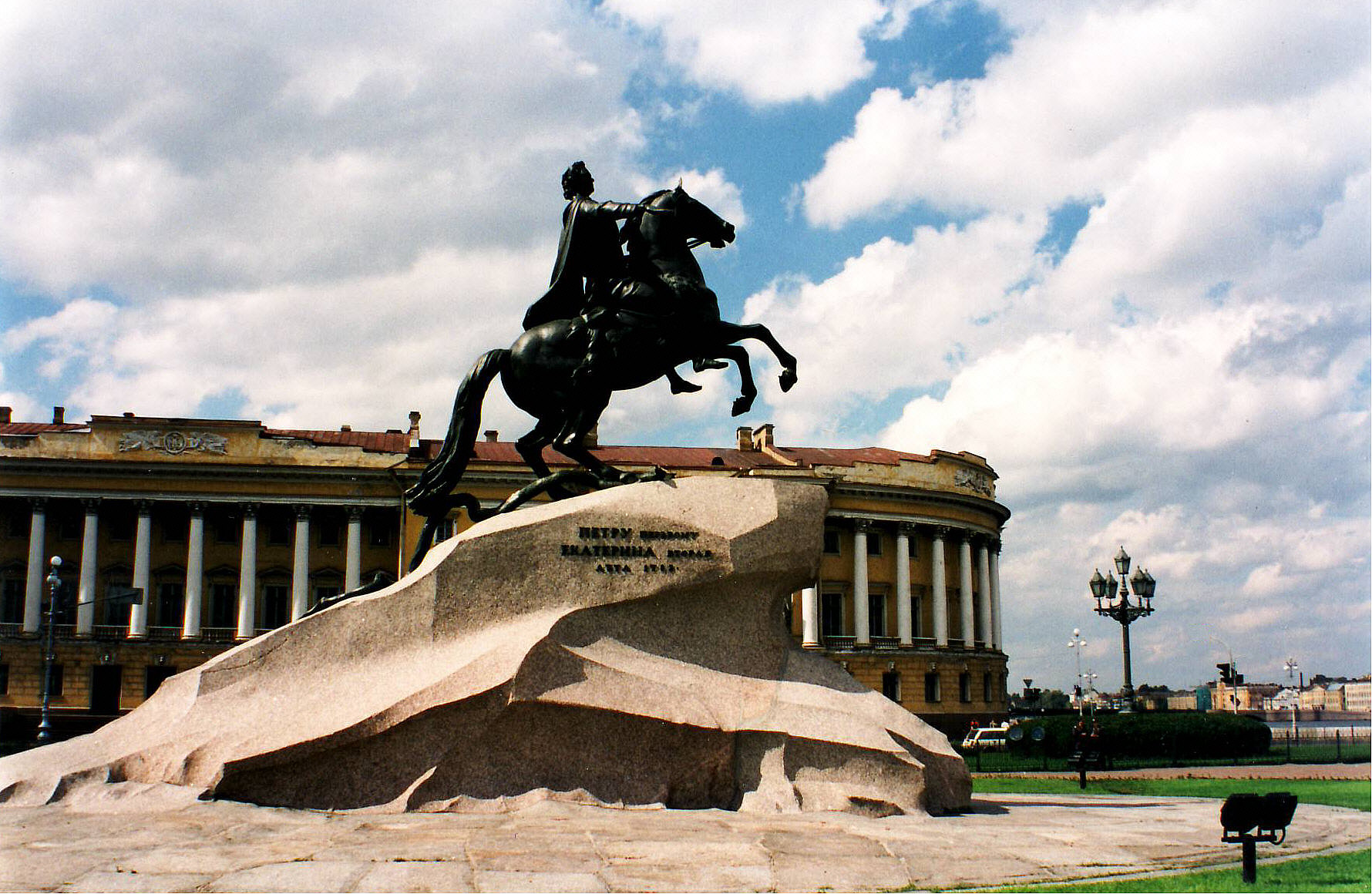
青銅の騎士像（サンクトペテルブルク）

## 絵画における騎馬像など
- 英国
  - 『コペンハーゲンに騎乗するウェリントン公』（トマス・ローレンス画）
- スキタイ（現在のウクライナ南部）
  - スキタイ騎馬像
- 中国
  - 『儀礼用甲冑を着けた乾隆帝』（ジュゼッペ・カスティリオーネ画）
  - 兵馬俑など各地で出土する騎馬像、古代から現在まで続く民間芸術としてのおもに陶器の騎馬像など
- 日本
  - 騎馬武者図（伝・足利尊氏像、京都・京都国立博物館）、
  - 泰西王侯騎馬図（神戸市美術館、サントリー美術館、重要文化財）
- フランス
  - 『ベルナール峠からアルプスを越えるボナパルト』（ダヴィッド画、1801年、ウィーン・美術史美術館所蔵）
- ロシア
  - 『馬上のクトゥーゾフ将軍』（エルミタージュ博物館所蔵）

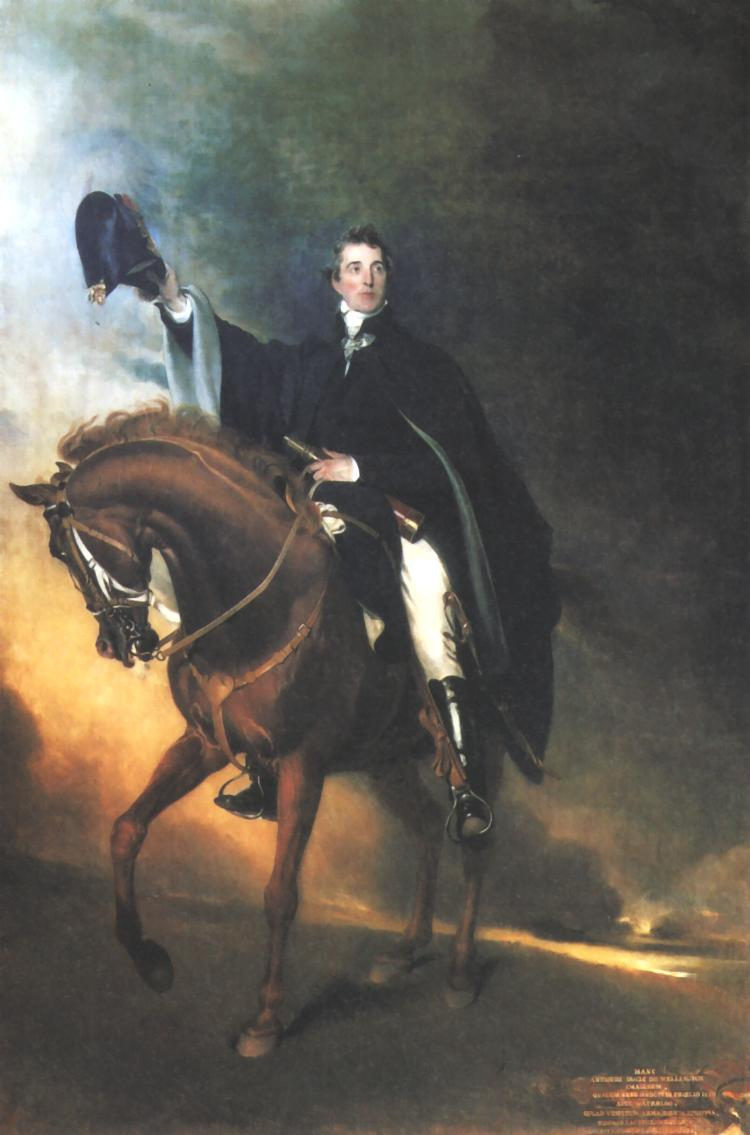
『コペンハーゲンに騎乗するウェリントン公』
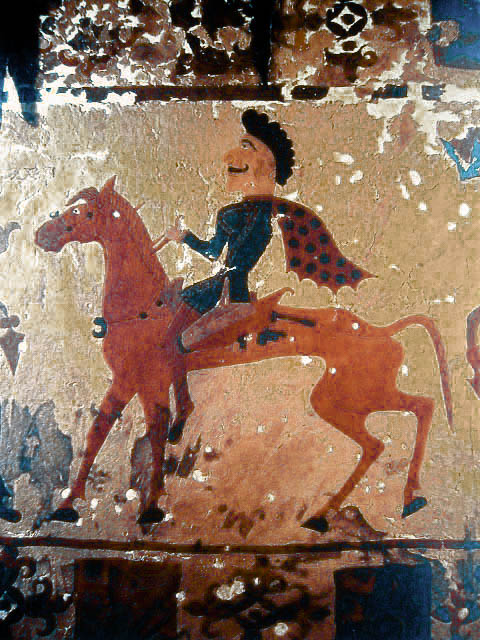
スキタイ騎馬像（紀元前300年頃、パジリク古墳）
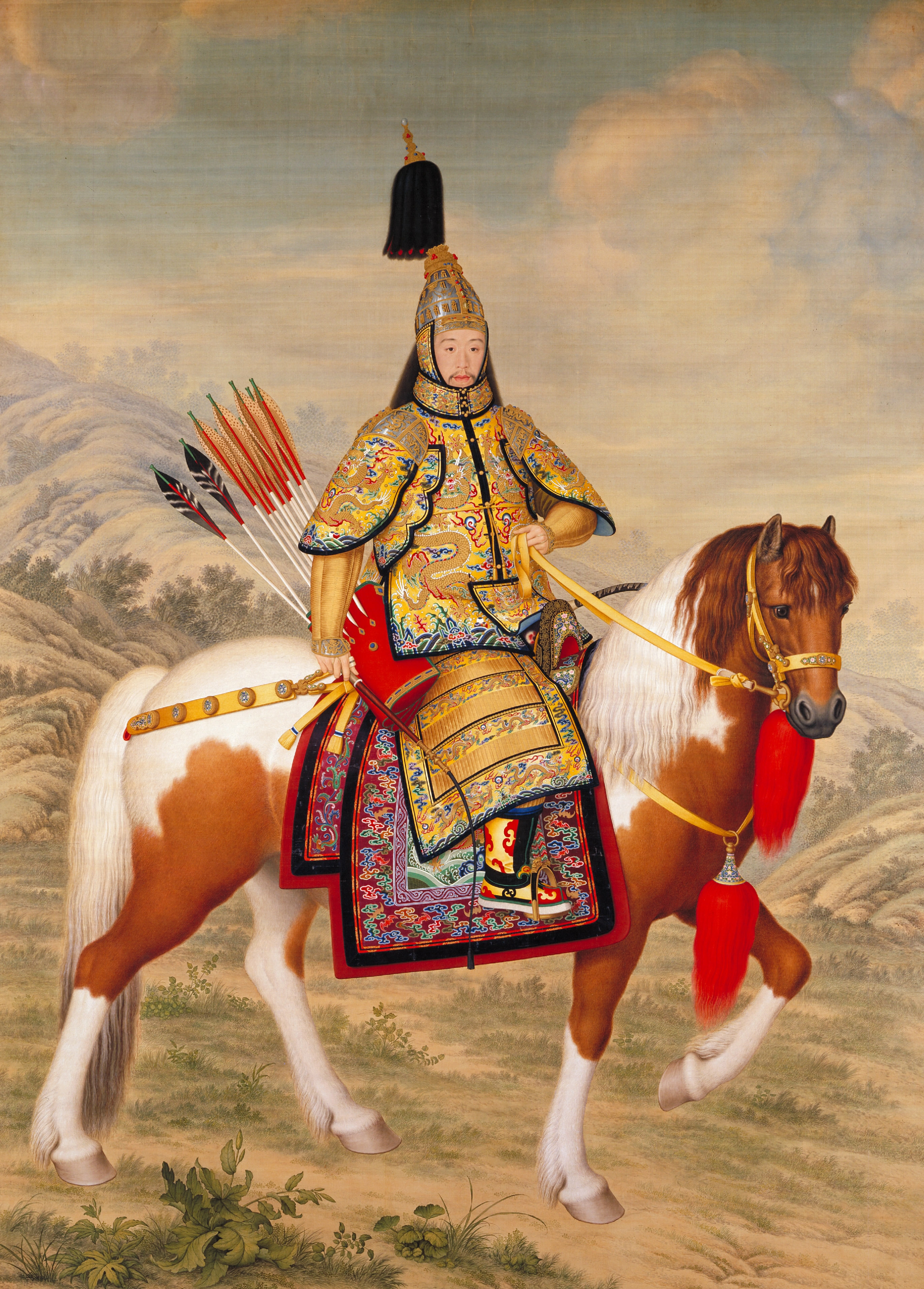
『儀礼用甲冑を着けた乾隆帝』
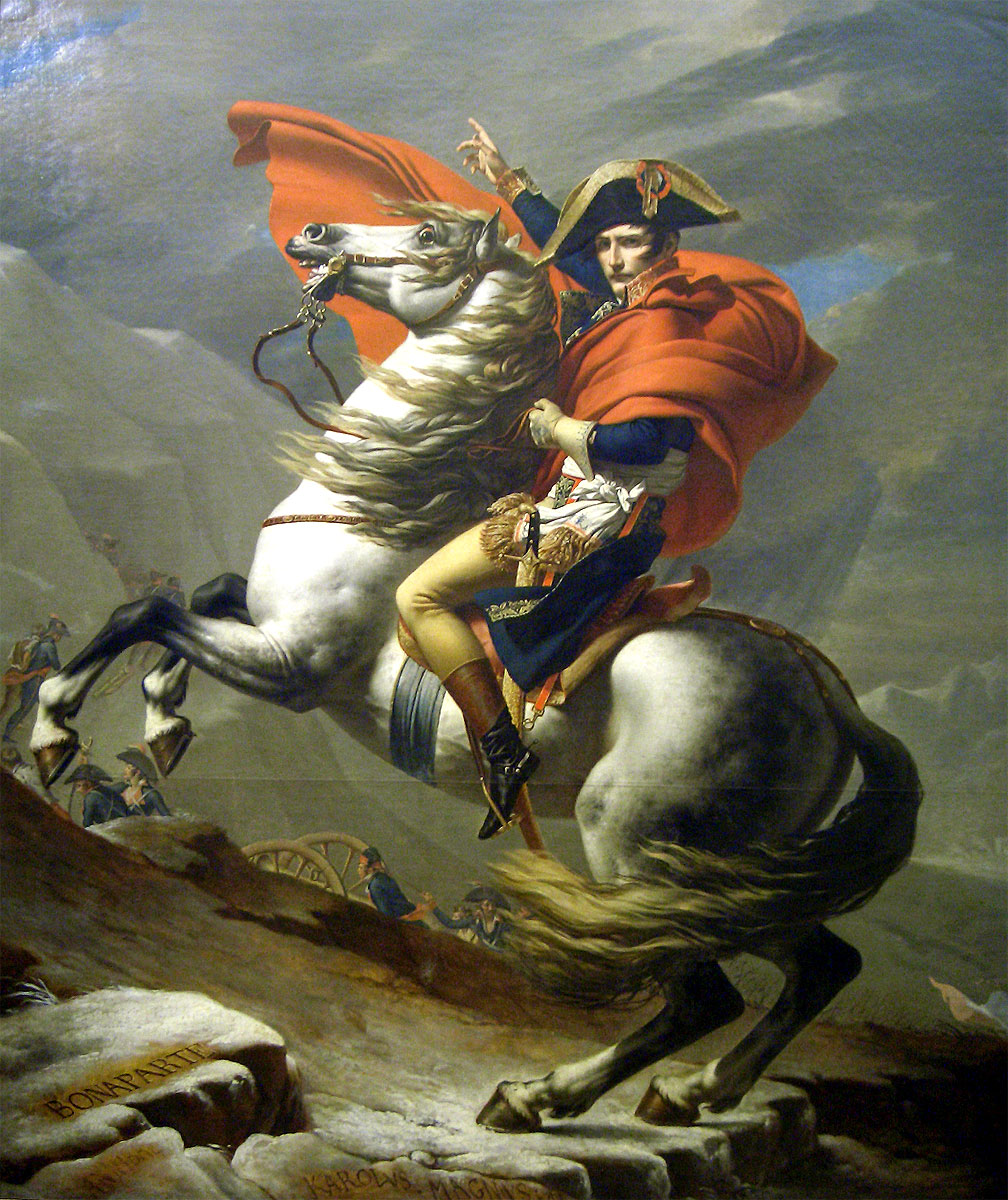
『ベルナール峠からアルプスを越えるボナパルト』